# Боб Сура
Роберт Сура (молодший) (англ. Robert Sura Jr., нар. 25 березня 1973, Вілкс-Берр, Пенсільванія, США) — американський професіональний баскетболіст, що грав на позиції атакувального захисника за низку команд НБА.

## Ігрова кар'єра
На університетському рівні грав за команду Флорида Стейт (1991—1995), де його одноклубниками були Чарлі Ворд та Сем Касселл. Закінчуючи університет, був його найкращим бомбардиром в історії. 2007 року заклад навіки закріпив за ним його ігровий номер.
1995 року був обраний у першому раунді драфту НБА під загальним 17-м номером командою «Клівленд Кавальєрс». Провів у Клівленді п'ять сезонів, набираючи в останньому 13,8 очка за гру.
З 2000 по 2003 рік грав у складі «Голден-Стейт Ворріорс».
2003 року перейшов до «Детройт Пістонс», у складі якої провів наступний сезон своєї кар'єри.
Наступною командою в кар'єрі гравця була «Атланта Гокс», за яку він відіграв лише частину сезону 2004 року.
Останньою ж командою в кар'єрі гравця стала «Х'юстон Рокетс», до складу якої він приєднався 2004 року і за яку відіграв один сезон. У Х'юстоні набирав в середньому 10,3 очка, 5,3 підбирання та 5,5 асиста за гру.